# Neuillyská smlouva

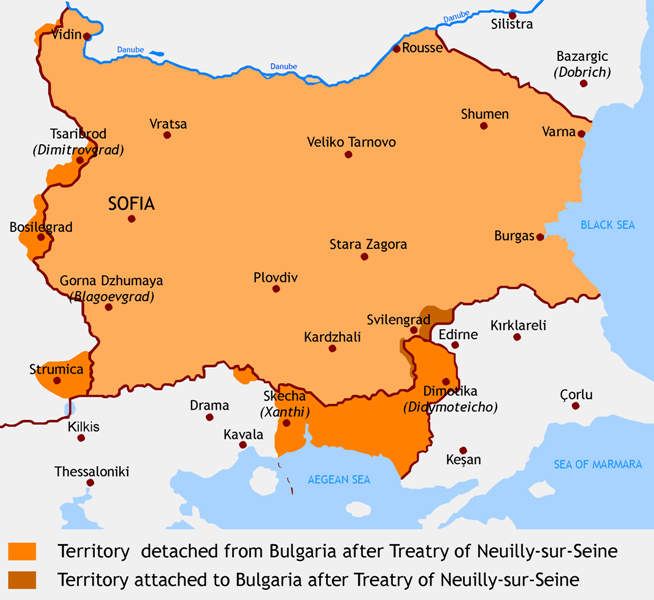
Teritoriální změny Bulharska dané touto smlouvou.

Neuillyská smlouva, podepsaná 27. listopadu 1919 v Neuilly-sur-Seine u Paříže, představuje mírovou smlouvu mezi vítěznými mocnostmi první světové války a poraženým Bulharskem.
Na základě této smlouvy muselo Bulharsko vrátit Rumunsku Dobrudžu, kterou okupovalo během první světové války, a odstoupit nově vzniklému Království Srbů, Chorvatů a Slovinců několik pohraničních území - zapadni pokrajnini: oblast Strumice v Makedonii, okolí městeček Bosilegrad a Caribrod (za komunistického režimu přejmenován na Dimitrovgrad) a několik vesnic na pravém břehu Timoku v dnešním Srbsku. Především pak Bulharsko přišlo o přístup k Egejskému moři připojením celé bulharské Thrákie k Řecku.
Kromě územních ztrát byla bulharská armáda omezena na 20 000 mužů, zakázána byla všeobecná branná povinnost, válečné loďstvo s výjimkou pobřežních člunů a těžké dělostřelectvo. Bulharsku byly uloženy reparace ve výši 2,6 miliardy zlatých franků, později byla tato částka snížena zhruba na čtvrtinu. Dále ukládala smlouva povinnost vrátit archívy, umělecké předměty a cennosti, které Bulhaři ukořistili na okupovaných územích v průběhu 1. světové války.